# 广西紫荆
广西紫荆（学名：Cercis chuniana）为豆科紫荆属下的一个种。

## 扩展阅读
- 維基物種上的相關：广西紫荆